# Den of Thieves 2: Pantera
Den of Thieves 2: Pantera je americký film z roku 2025, který je pokračováním filmu Dokonalá loupež z roku 2018. Gerard Butler a O'Shea Jackson Jr. si zopakovali své role z prvního filmu a Christian Gudegast se vrátil k napsání scénáře a režii. Děj je inspirován loupeží diamantů v Antverpách z roku 2003 a sleduje losangeleského šerifa, který se vydává za podezřelým zlodějem do Evropy, aby se s ním pokusil spojit při loupeži. Dne 10. ledna 2025 film uvedla do kin ve Spojených státech společnost Lionsgate. Film získal smíšené hodnocení kritiků a celosvětově utržil 57 milionů dolarů.

## Děj
Donnie Wilson se přidává ke gangu Panther Crew vedenému Jovannou, aby v Antverpách ukradli červený diamant a důležité dokumenty. Po úspěšném útěku se Donnie vrací do Kalifornie, kde se setkává s detektivem Nickem O'Brienem. Ten je čerstvě rozvedený a má problémy v práci. Nick Donnieho sleduje, protože má podezření, že Panther Crew chystá další loupež.
Další cíl je trezor s diamanty ve francouzském Nice. Donnie pronikne do banky jako falešný manažer, zatímco Nick ho tajně sleduje a později se infiltruje do týmu jako nový člen. Panther Crew se dostane do konfliktu s kalábrijskou mafií, která chce zpět ukradený červený diamant.
Během propracované loupeže vnikne Nick s Donniem a Slavkem do banky. Ukradnou diamanty i peníze, ale únik se komplikuje. Po úspěšném útěku jsou na cestě k italské hranici přepadeni bývalými členy gangu Markem a Vukem, kteří se spojili s konkurenčním gangem Tigers. Nick a Slavko jsou postřeleni, ale zachrání je mafie vedená Chobotnicí, když Donnie vrátí červený diamant.
Později jsou členové Panther Crew zatčeni francouzskou policií. Ukáže se, že je Nick zradil, ale má výčitky. Donnie ve vězení navštíví Nickem a přizná mu, že jejich přátelství bylo upřímné. Při převozu do jiné věznice Donnieho "unesou" muži od Chobotnice, kteří mu nabídnou práci.
Film končí tím, že Nick dostane od Donnieho zprávu: „A tygr mění pruhy. Všechny kočky jsou z klece. Uvidíme se brzy, Fraulein.“
Nick se usmívá, protože ví, že celá posádka je opět na svobodě.